# Kvadrupol
Kvadrupol (lat. u složenicama quadru-: četvero-, prema quattuor: četiri + -pol) je sustav dvaju dipola na maloj udaljenosti i time u jakom međudjelovanju (interakciji), zbog čega je njegovo djelovanje na okolinu bitno drugačije od djelovanja dvaju dipola. Postoje magnetski i električni kvadrupoli. Općenito, niz pravilno razmještenih dipola može činiti multipol, pa je kvadrupol prvi član niza iza dipola. Proučavanje svojstava kvadrupola i općenito multipola važno je u teoriji elektromagnetskog zračenja, dok se kvadrupolni raspored elektroda rabi na primjer kao maseni filtar snopa iona ili kao elektrostatska leća, a kvadrupolni raspored magneta kao magnetska leća.

## Slike
- Zavojnice koje tvore magnetsko polje kvadrupola.
- Elektromagneti kvadrupola se koriste spremnici čestica (prsten) kod Australskog sinkrotrona.
- Elektromagneti kvadrupola (plavi), okružuju linearni akcelerator (linac) Australskog sinkrotrona, a koriste se za fokusiranje (žarište) snopa elektrona.